# Svit
Svit er en by og kommune i distriktet Poprad i regionen Prešov i det nordlige Slovakiet. Den ligger 330 kilometer fra den slovakiske hovedstad Bratislava. Svit er beliggende på sletten syd for bjergkæden Tatra.  Byen har et areal på 4,5 km² og en befolkning på 7.743(2021) indbyggere.

## Eksterne links
- Officiel hjemmeside

- Wikimedia Commons har flere filer relateret til Svit